# This Ain’t the Golden Girls XXX
This Ain’t the Golden Girls XXX ist eine Porno-Parodie aus dem Jahr 2015 über die Fernsehserie Golden Girls.

## Handlung
Als Sophia und ihr Priester die Bestattungspläne besprechen, arrangieren die Mädchen eine Mitgliedschaft in einer Seniorenvermittlung. Als Sophia wilden Sex mit gutaussehenden jungen Männern beginnt, stellt sie damit den Haushalt von Miami auf den Kopf und sie haben Sex mit Männern.

### Szenen
- Szene 1. Luna Azul, J. Crew
- Szene 2. Karen Summer, Eric John
- Szene 3. Luna Azul, Mark Zane
- Szene 4. Nina Hartley, Dick Chibbles
- Szene 5. Darla Crane, Ryan McLane

## Produktion und Veröffentlichung
Der Film wurde von Hustler Video produziert und vermarktet. Drehbuch und Regie übernahm Will Ryder. Die Erstveröffentlichung fand am 8. September 2015 in den Vereinigten Staaten statt.

## Nominierungen
- AVN Awards, 2016
  - Nominee: Best Screenplay: Parody
  - Nominee: Best Makeup
  - Nominee: Best Soundtrack

- XBiz Awards, 2016
  - Nominee: Best Music